# William Jackson Palmer

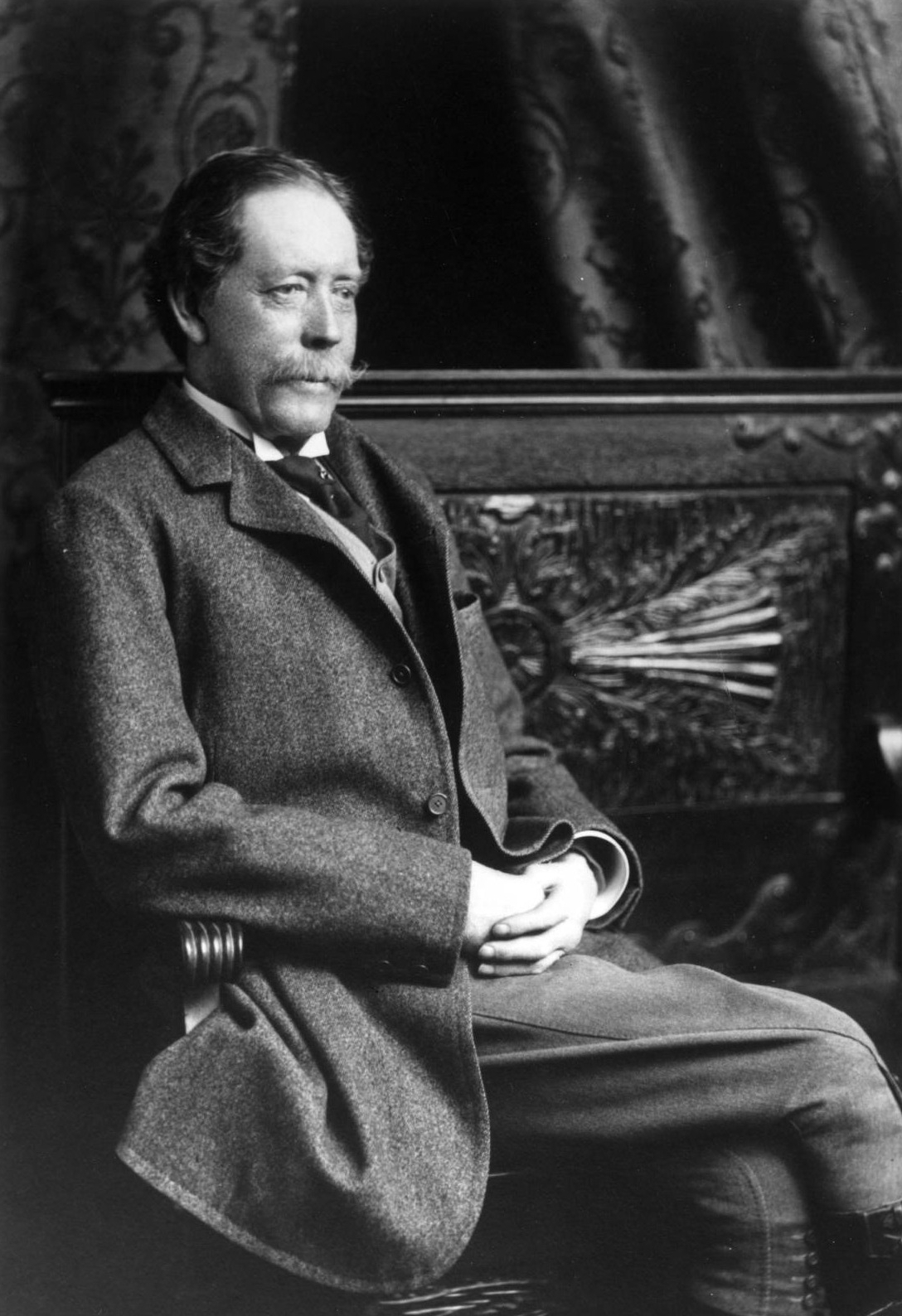
William Jackson Palmer, um 1870. Quelle: Denver Library Digital Collections

William Jackson Palmer (* 18. September 1836 nahe Leipsic (Delaware); † 13. März 1909 in Colorado Springs, Colorado) war ein US-amerikanischer Ingenieur und General im amerikanischen Bürgerkrieg auf Seite der Nordstaaten-Union. Er ist Mitbegründer der Denver and Rio Grande Western Railroad (1870), mehrerer Ortschaften entlang seiner Eisenbahnstrecken in Colorado (Fountain Colony, das spätere Colorado Springs, 1871; Manitou, das spätere Manitou Springs, 1872; Alamosa, 1878; Salida, 1880; und Durango, 1880/81), sowie des Colorado College (CC; 1874). Nach dem Bürgerkrieg und der Abschaffung der Sklaverei in den USA trug er finanziell und durch Bauland-Spenden zu Bildungseinrichtungen für Schwarze bei. So spendete er beispielsweise einen bedeutenden finanziellen Beitrag für die 1868 gegründete, bis zur Aufhebung der Rassentrennung vor allem von Schwarzen besuchte Hampton-Universität in Hampton (Virginia). Palmer war Träger der Medal of Honor, der höchsten militärischen Auszeichnung der amerikanischen Regierung.

## Lebenslauf

### Kindheit und Jugend
William Jackson Palmer wurde am 18. September 1836 auf der Kinsdale-Farm in der Nähe des kleinen Ortes Leipsic (Delaware) geboren.
Seine ältere Schwester Ellen wurde 1833, seine jüngeren Brüder Francis Henry 1838 und Charles Follen Palmer 1840 geboren.
Seine Eltern, John und Matilda (Jackson) Palmer, gehörten einer Quäker-Sekte an, den Hicksite Friends. Nach Auffassung der Quäker hat jeder Mensch einen einzigartigen Wert. Daraus lassen sich die intensiven Bemühungen der Quäker verstehen, Erniedrigung und Diskriminierung von Individuen und Gruppen zu verhindern. Zugleich sind Quäker pazifistisch orientiert.
Als Palmer fünf Jahre alt war, zog seine Familie 1841 in die Germantown von Philadelphia, Pennsylvania.

### Frühes Berufsleben
Als Ingenieur war Palmer bis zum Beginn des amerikanischen Bürgerkriegs am Bau von Eisenbahnlinie in Pennsylvania beteiligt. Im Jahr 1851 arbeitete Palmer in der Ingenieurabteilung der „Hempfield Railroad“-Eisenbahngesellschaft. 1854 oder 1855 ging er für ein halbes Jahr zu Studien nach England, dem Mutterland der Eisenbahn. Ab 1856 arbeitete er als Sekretär und oberster Finanzbuchhalter für die Westmoreland Coal Company; 1857 wurde er der persönliche Sekretär von John Edgar Thomson, dem Präsidenten der Pennsylvania Railroad.

### Militärdienst im Sezessionskrieg

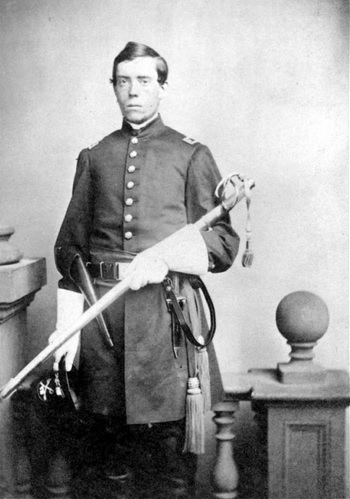
William Jackson Palmer, während des amerikanischen Bürgerkriegs, 1861. Broadbent & Company, Philadelphia. Quelle: Starsmore Center for Local History, Colorado Springs, Colorado.

Obgleich er aufgrund seines Quäker-Hintergrunds der Anwendung von Gewalt skeptisch bis ablehnend gegenüber stand, meldete Palmer sich als überzeugter Abolitionist (Sklaverei-Gegner) freiwillig zur Nordstaaten-Armee, als 1861 der amerikanische Bürgerkrieg ausbrach. Während des Sezessionskrieges war er zunächst Oberst der Kavallerie in der „15th Pennsylvania Cavalry“ und erhielt später den Titularrang eines Brigade-Generals.
Am 21. Juni 1865 wurde Palmer aus der Nordstaaten-Armee entlassen.

### Späteres Berufsleben
Als er sich 1867 an der Streckenplanung für die Kansas Pacific Railway beteiligte, lernte er den englischen Arzt Dr. William Abraham Bell kennen, mit dem er Freundschaft schloss und der Partner der meisten seiner geschäftlichen Aktivitäten wurde. Palmer wurde Präsident und Bell Vize-Präsident der von ihnen im Jahr 1870 gegründeten Denver and Rio Grande Railway (der späteren „Denver and Rio Grande Western Railroad“), einer Schmalspur-Bahnlinie. Palmer und Bell wirkten wesentlich darauf hin, dass ab den 1870er Jahren zur Befeuerung von Dampflokomotiven vermehrt Kohle statt Holz verwendet wurde.
Palmer und Bell gründeten am 31. Juli 1871 die Fountain Colony, das spätere Colorado Springs. Die beiden waren 1872 auch an der Gründung von Manitou, dem späteren Manitou Springs, beteiligt. Palmer investierte erhebliche Summen in den Bau von Straßen und die Anlage öffentlicher Parks in Manitou Springs, Old Colorado City (damals eine selbständige Gemeinde, heute ein Stadtteil von Colorado Springs) und Colorado Springs. Er finanzierte ferner das Colorado College in Colorado Springs und gründete die örtliche Zeitung dort, die „Colorado Springs Gazette“. Palmer beteiligte sich finanziell an einer Taubstummenschule, einem Tuberkulose-Sanatorium und mehreren öffentlichen Bibliotheken. Er ließ sich selbst in Colorado Springs nieder. Seine Ehefrau Mary Lincoln („Queen“) Mellen Palmer unterrichtete an der ersten Schule von Colorado Springs.
Im Frühling 1880 wurde Parmer Präsident der mexikanischen Mexican National Railway. Im selben Jahr beteiligte sich am Entwurf des Siedlungsgrundrisses des 1886 gegründeten Ortes Bessemer, der seit 1894 ein Stadtteil von Pueblo (Colorado) ist. Dort konstruierte er mit der „Minnequa plant“ ein Stahlwerk der „Colorado Coal and Iron Company“ (CC&I), eine der größten Eisen- und Stahlhütten des Landes.
Präsident der „Denver and Rio Grande Western Railway“-Eisenbahngesellschaft war Palmer von 1881 bis 1901. Unter seiner Leitung wurde die Schmalspur-Eisenbahnstrecke von Grand Junction (Colorado), der Zentrale der „Rio Grande Western Railway“, bis nach Ogden und Salt Lake City in Utah ausgebaut.
Im Jahr 1883 war er Bauherr des „Antlers Hotel“ in Colorado Springs. Als es 1898 abbrannte, ließ er es im Neo-Renaissance-Stil wiederaufbauen (Der Bau von 1898 wurde Ende der 1940er Jahre durch den heutigen Bau ersetzt).

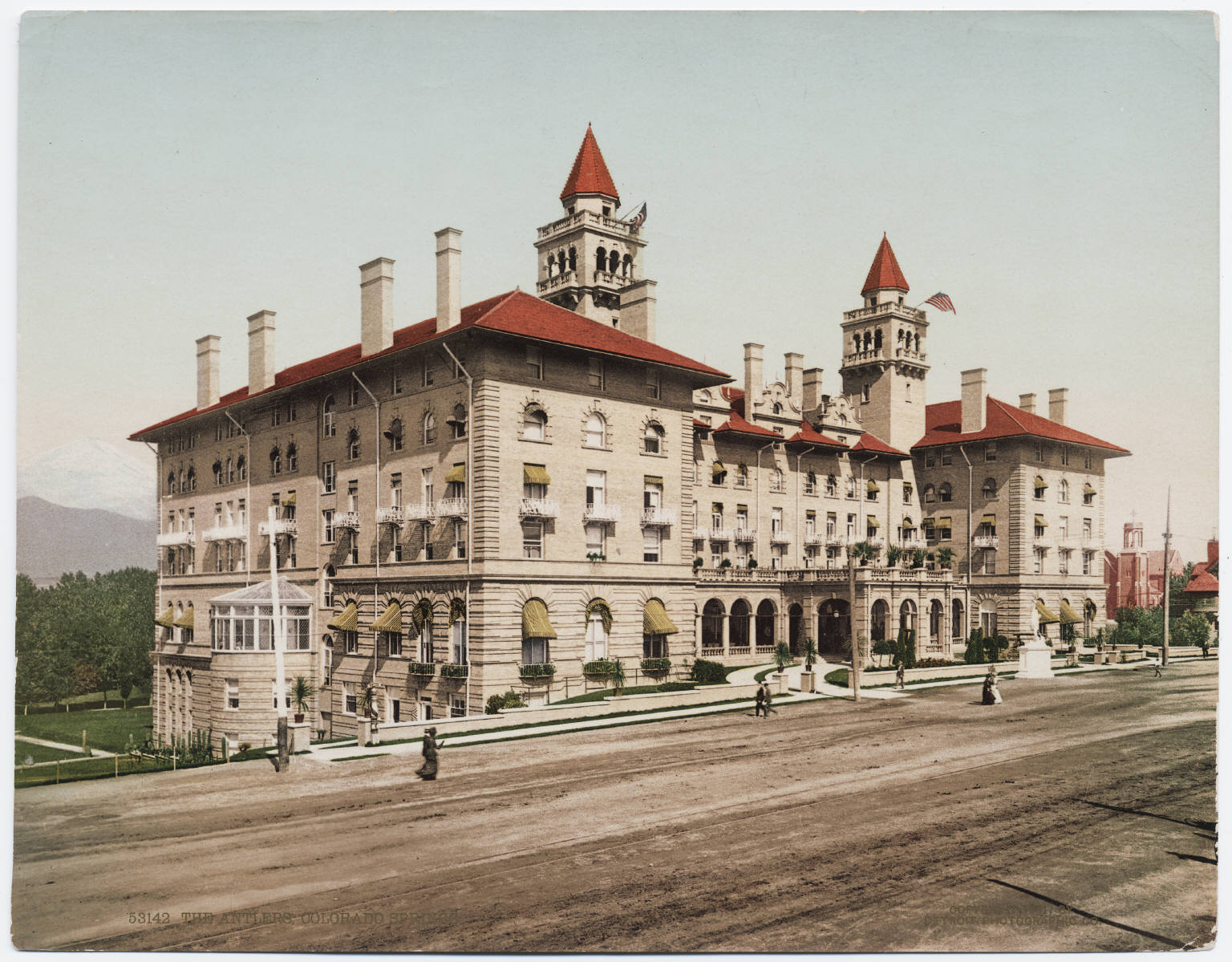
Antlers Hotel in Colorado Springs. Photochrom-Postkarte, wahrscheinlich aus dem Jahr 1901, verlegt von der Detroit Photographic Company, fotografiert wahrscheinlich von William Henry Jackson. Original-Bildunterschrift: „53142. The Antlers, Colorado Springs. Copyright 1901 [?] by Detroit Photographic Co.“

Im Jahr 1898 gründete und betrieb Palmer das „Palace Hotel“ in Durango, Colorado, das dort bis heute in Betrieb ist, inzwischen allerdings unter dem Namen „The General Palmer Hotel“.

### Ehe und Familie

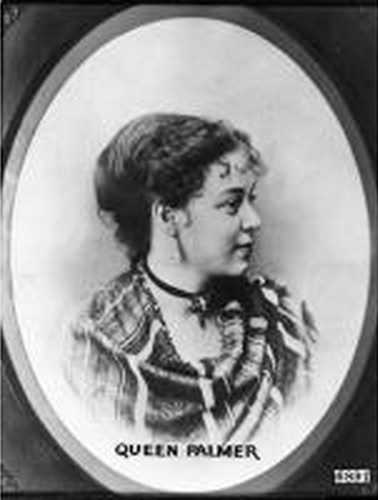
Mary Lincoln (Queen) Mellen Palmer, William Jackson Palmers Ehefrau

William Jackson Palmer war verheiratet mit Mary Palmer, geborene Mellen, genannt „Queen“. Die Hochzeit hatte am 7. November 1870 in Flushing, New York, stattgefunden. William und Mary hatten einander im  April 1869 kennengelernt. Das Paar hatte drei Töchter: Elsie, Dorothy und Marjory.
Mary Lincoln Palmer, geb. Mellen, starb im Alter von nur 44 Jahren am 27. Dezember 1894 in England.

### Alter und Tod
Im Herbst 1906 stürzte Palmer vom Pferd und erlitt dabei Wirbelsäulenverletzungen, infolge derer er teilweise gelähmt und auf einen Rollstuhl angewiesen war.
Er starb im Alter von 72 Jahren am 13. März 1909 und wurde auf dem Evergreen Cemetery in Colorado Springs beigesetzt.

## Ehrungen
- Palmer war Träger der Medal of Honor, der höchsten militärischen Auszeichnung der amerikanischen Regierung.
- Die Wasserscheide zwischen dem Platte River und dem Arkansas River nördlich von Colorado Springs wird ihm zu Ehren als „Palmer Divide“ bezeichnet.
- Die Gemeinde Palmer Lake in Colorado und der Palmer Park in Colorado Springs tragen seinen Namen.
- Die Palmer Hall auf dem Campus der Hampton-Universität wurde zu seinen Ehren benannt.